# مرد مرده در محوطه دانشگاه
مرد مرده در محوطه دانشگاه (انگلیسی: Dead Man on Campus) یک فیلم در ژانر زوج هنری به کارگردانی آلن کوهن است که در سال ۱۹۹۸ منتشر شد.

## بازیگران
- مارک پل گاسلر
- تام اورت اسکات
- آلیسون هانیگان
- جیسون سیگل
- لیندا کاردلیانی
- لاکلین مونرو
- پاپی مونتگومری
- برایان هاو